# Dorothea Debus
Dorothea Debus (* 6. Dezember 1972) ist eine deutsche Philosophin.

## Leben
Debus wuchs in Speyer auf und studierte an der Universität München (MA 1998). Sie erwarb einen BPhil (2000) und einen DPhil (2004: Experiencing the past. Aspects of recollective memory) an der University of Oxford. Von 2004 bis 2007 war sie Supernumerary Teaching Fellow am St John’s College (Oxford) und von 2007 bis 2019 zunächst Lecturer, später Senior Lecturer in Philosophy an der University of York. Zwischen 2019 und 2024 war sie an der Universität Konstanz Professorin für Theoretische Philosophie. Seit 2024 ist sie an der FAU Erlangen-Nürnberg Professorin für Theoretische Philosophie.